# Wasserturm der Fachklinik Schleswig
Der Wasserturm der Fachklinik Schleswig für Psychiatrie, Psychosomatik und Physiotherapie steht auf einem Hügel südlich der Klinikgebäude am Mühlenredder. Das Bauwerk aus gelbem Backstein ist von Bäumen umgeben, ragt aber über diese hinaus und bildet einen Teil der Stadtsilhouette von Schleswig.

## Bauwerk
Über einem kreisrunden Sockel aus unregelmäßigen Natursteinen erhebt sich der Schaft aus gelbem Backsteinmauerwerk, der sich nach oben leicht verjüngt. Ein Gesims teilt den Schaft in einen unteren Bereich mit vier langen Rundbogenfenstern und einen oberen, der mit kleineren Fenstern versehen ist. Der Turmkopf kragt etwas vor und wird von Konsolen gestützt. Er ist rundum mit länglichen Fenstern ausgestattet. Die Oberkante des Mauerwerks ragt über das sehr flache Kegeldach hinaus, so dass das Dach unsichtbar bleibt.
Das Innere untergliedert sich in Erdgeschoss, fünf Stockwerke und Behälterbereich. Der 150 m³ Wasser fassende Behälter ist im Hauptteil zylindrisch geformt, läuft aber nach unten kegelförmig spitz zu.

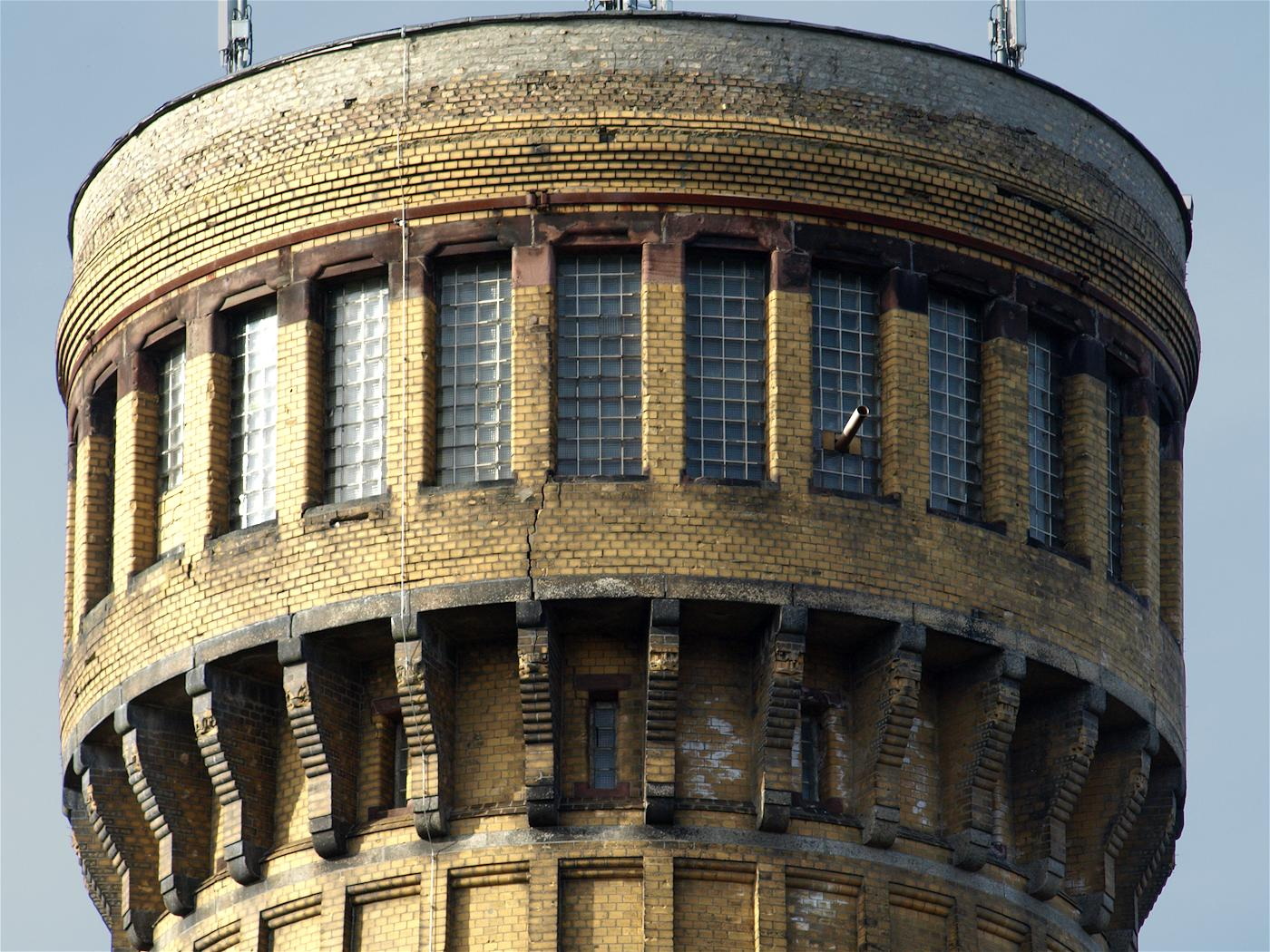
Behälterbereich mit Konsolen und Fenstergalerie
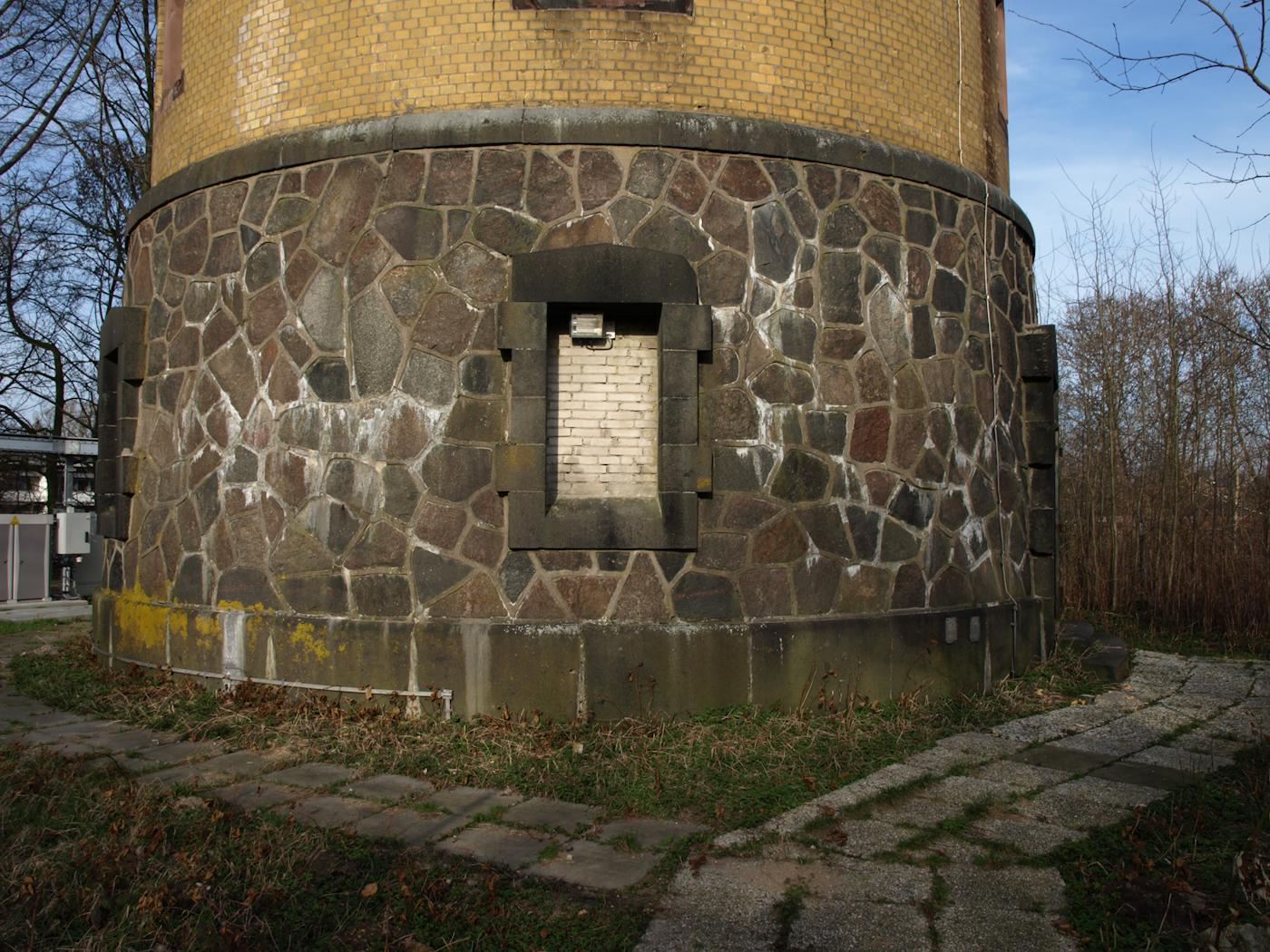
Sockel aus Natursteinen

## Geschichtliches
Bereits 1872 erhielt die Klinik ein Küchen- und Verwaltungsgebäude mit einem kleinen Wasserturm, der allerdings nur wenige Kubikmeter Wasser fasste. Der Wasserbedarf wuchs mit der Klinikerweiterung in den folgenden Jahrzehnten, wobei die städtische Wasserversorgung noch nicht in der Lage war, die Klinik zu versorgen. Daher errichtete man zwischen 1904 und 1906 den jetzigen Turm auf einem Hügel direkt neben dem Hauptbrunnen. Neben der Trinkwasserversorgung sollte er auch Löschwasser von ausreichendem Druck für Notfälle liefern.
1976 erfolgte die Stilllegung der Wasserturms, nachdem die Klinik an das städtische Wassernetz angeschlossen worden war. Danach war es lange Zeit unklar, ob der zunehmend marode Turm abgerissen oder restauriert werden sollte. In den 1990er Jahren fand man schließlich einen Käufer, der beabsichtigte, nach einem Umbau acht Wohnungen im Turm einzurichten. Allerdings kam es nicht zur Realisierung. Bis heute ist der Turm ungenutzt, wenn man von der Installation von Mobilfunkantennen auf dem Dach absieht.